# Ник Лалић (кошаркаш)
 Никола Ник А. Лалић (енгл. Nikola "Nick" A. Lalich; Лорејн, 8. мај 1916 — Балтимор, 11. мај 2001) био је амерички кошаркаш српског порекла, официр Канцеларије за стратешке услуге током Другог светског рата и касније Централне обавештајне агенције (ЦИА).
Лалић је био командант приликом спасавања америчких ваздухопловаца оборених изнад територије Југославије 1944. године у операцији Халијард.

## Биографија

### Младост и образовање
Никола Ник Лалић је рођен 8. маја 1916. године у Лорејну у савезној држави Охајо (САД), у породици српских емиграната. Одрастао је у Кливленду, где се упознао са три године старијим Џесијем Овенсом, будућим америчким атлетичаром и звездом Олимпијских игара у Берлину 1936. године, којем је Хитлер одбио да уручи медаљу зато је што је био црнац. Лалић и Овенс су остали пријатељи до краја живота.
Студирао је на Универзитету Охајо и стекао диплому из индустријског дизајна 1938. године, а потом је магистрирао на Универзитету Колумбија града Њујорка.
У Кливленду се запослио као професор индустријског дизајна.

### Операција Халијард
Регрутован је у Корпус везе (Signal Corps), али је због познавања српског језика убрзо преведен у Канцеларију за стратешке услуге ('Office of Strategic Services, OSS'), где је постао обавештајни официр.
Као обавештајац у Барију, учествовао је у кампањи бомбардовања нафтних постројења у румунском граду Плоешти, које су изводили амерички ваздухопловци са аеродрома у Италији, током 1943. и 1944. године. Како је много авиона оборено, нарочито изнад територије Краљевине Југославије, дошло је до велике акције спасавања америчких ваздухопловаца од стране Југословенске војске у Отаџбини под командом генерала Драгољуба Михаиловића, која је позната као операција Халијард. У више наврата, амерички авиони су слетали на импровизовани аеродром у Прањанима и преузимали своје оборене саборце.
Капетан Лалић је био командант ове операције од августа до децембра 1944. године. Он је неко време провео уз генерала Михаиловића и тада се спријатељио са њим. Приликом последњег полетања из Југославије, са аеродрома у Бољанићу 27. децембра 1944. године, капетан Лалић је позвао генерала Михаиловића да са њим крене у Италију. Генерал Михаиловић је то одбио.
Мајор Џорџ Вујновић, амерички обавештајац и контролни официр у Барију, изјавио је:
Лалић је апсолутно неустрашив и веома храбар.

### Кошаркашка каријера
У сезони 1945/1946, Лалић се такмичио као кошаркаш Youngstown Bears-а у Националној кошаркашкој лиги, која је касније прерасла у НБА лигу.
Такође, његов млађи брат Питер Лалић је био кошаркаш, који се четири сезоне такмичио у НБА лиги.

### Послератна служба
Лалић је након Другог светског рата остао у служби Канцеларије за стратешке услуге. Када је 1947. године променила име у Централна обавештајна агенција, остао је њен официр и између 1952. и 1957. године је био ангажован у Грчкој. Потом се повукао у маркетиншки сектор и радио је као извршни директор једне агенције у Њујорку.
Почетком 60-их година, преселио се у Балтимор и запослио у савезном Министарству трговине САД (United States Department of Commerce)
Иако се није слагао са политиком Слободана Милошевића, тешко му је пало НАТО бомбардовање СР Југославије 1999. године.

### Смрт
Лалић је преминуо 11. маја 2001. године у Балтимору, савезна држава Мериленд. Након опела у Грчкој православној катедрали Благовештења у Балтимору, сахрањен је на локалном гробљу.

## Породица
Ник Лалић се 1952. године оженио Миром Вукчевић. Она је преминула 1993. године. Имали су кћерку Стефани Лалић Адамс, која је удата и има кћерке Керолајн и Александру.
Када је 2019. године посетила Прањане, Стефани Лалић Адамс је говорила о свом оцу и његовом односу са Михаиловићем:
Целог живота ми је причао о храбрости и пожртвованости српског народа, који им је пружио уточиште у својим кућама, штитио их и давао им храну, које ни сами нису имали довољно. (...) Били су као браћа. Живели су заједно, радили заједно и заједно спасили многе животе. Мој отац је научио много о историји Југославије и о покрету отпора који је водио Дража. Схватио је да су били борци за слободу, а не издајници како их је касније погрешно оптужила Југословенска влада.